# Tiefland von Turan

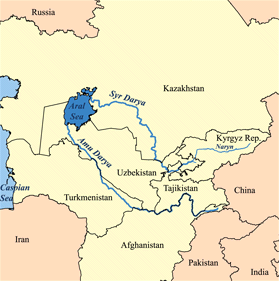
Aralsee mit Amudarja und Syrdarja

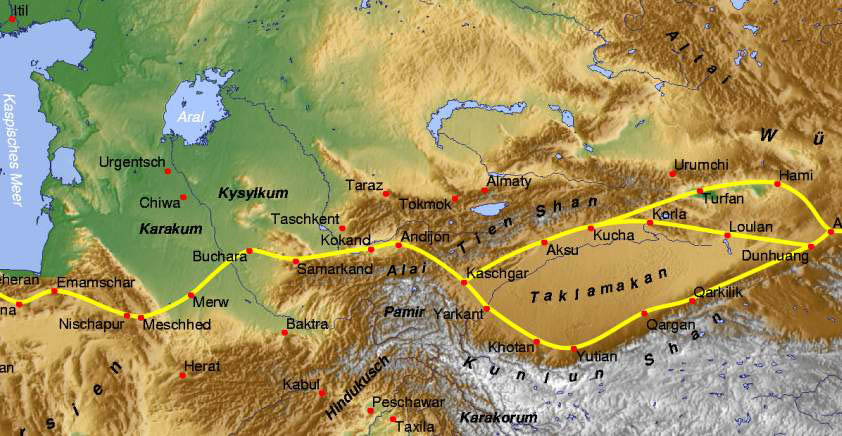
Zentralasien mit Seidenstraße

Das Tiefland von Turan ist ein etwa 1,9 Millionen km² großes Flachland in Zentralasien.

## Name
Turan ist ein archaischer Landschaftsname aus persischer Perspektive, siehe Turan (Region). Am ehesten ist Turan mit Turkestan gleichzusetzen.

## Geografie
Das Tiefland von Turan befindet sich auf dem Gebiet der Staaten Turkmenistan, Usbekistan sowie Kasachstan. Es liegt zwischen dem Kaspischen Meer im Westen und dem zentralasiatischen Hochgebirge im Osten, im Norden grenzt es an den Ural sowie an die Kasachische Schwelle.
Es liegt im Schnitt ca. 300 m über dem Meeresspiegel. Vereinzelt gibt es kleinere Hochebenen.
Im Süden befinden sich in Oasen und bewässerten Flusstälern landwirtschaftliche Anbaugebiete mit Baumwoll- und Getreideanbau. 80 % der Fläche des Tieflandes von Turan sind Sand- bzw. Salzwüsten. Dort gibt es nur kleinere Kräuterpflanzen und Sträucher, von denen sich hauptsächlich Schaf- und Kamelherden ernähren.
Eine Reihe von Flüssen fließen durch das Tiefland von Turan. Die wichtigsten davon sind der Amu-Darja und der Syrdarja, der in den Nördlichen Aralsee mündet.

## Wirtschaft
Wirtschaftlich bedeutend ist das Tiefland von Turan wegen der Erdöl- und Erdgaslagerstätten am Kaspischen Meer sowie wegen des Salzabbaus.